# Tachaea spongillicola
Tachaea spongillicola là một loài chân đều trong họ Corallanidae. Loài này được Stebbing miêu tả khoa học năm 1907.